# Synchytrium leontodontis
Synchytrium leontodontis är en svampart som beskrevs av Karling 1968. Synchytrium leontodontis ingår i släktet Synchytrium och familjen Synchytriaceae.   Inga underarter finns listade i Catalogue of Life.